# Culture paleolitiche cinesi
Con culture paleolitiche cinesi ci si riferisce a un periodo che inizia dalle prime testimonianze umane nell'odierna Cina (circa 1,7 milioni di anni fa) e giunge fino a 12.000 anni fa con l'avvento dell'agricoltura.

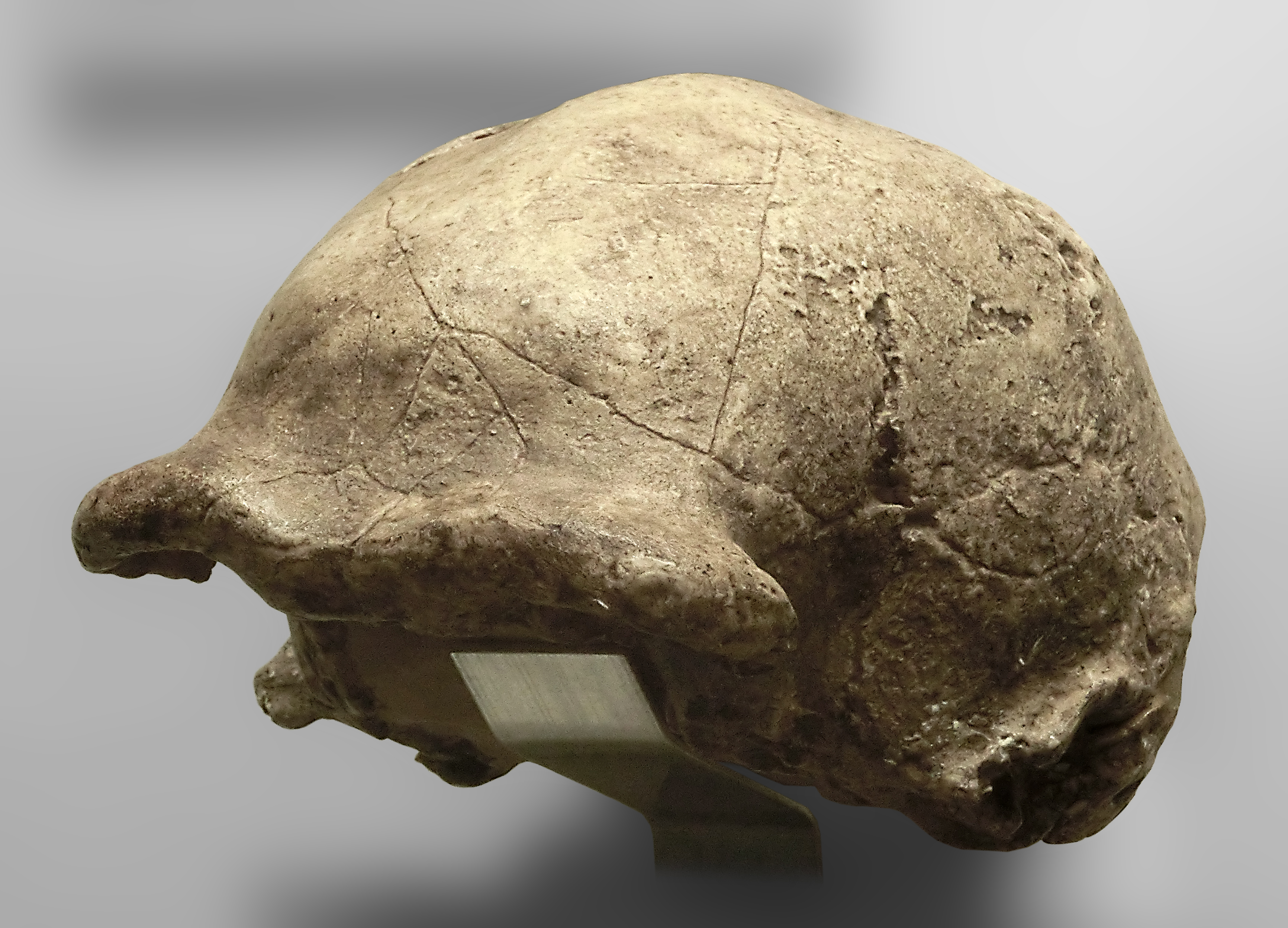
Cranio di homo erectus pekinensis

## Storia

### Paleolitico inferiore
Le più antiche testimonianze umane in Cina sono due incisivi risalenti tra gli 1.64 milioni di anni e gli 1.7 milioni di anni fa ritrovati a Yuanmou. I reperti più importanti di questo periodo sono l'uomo dello Yunnan e quello di Laitian, delle omonime province. Nella Cina del nord il sito più importante è la grotta di Longshan, a Zhoukoudian, risalente tra i 700.000 e i 230.000 anni fa, dove sono stati trovati resti di un homo erectus. La prima specie umana ad aver abitato i territori dell'odierna Cina è difatti l'homo erectus, da cui è stata successivamente derivata una nuova sottospecie: l'homo erectus pekinensis.

### Paleolitico medio

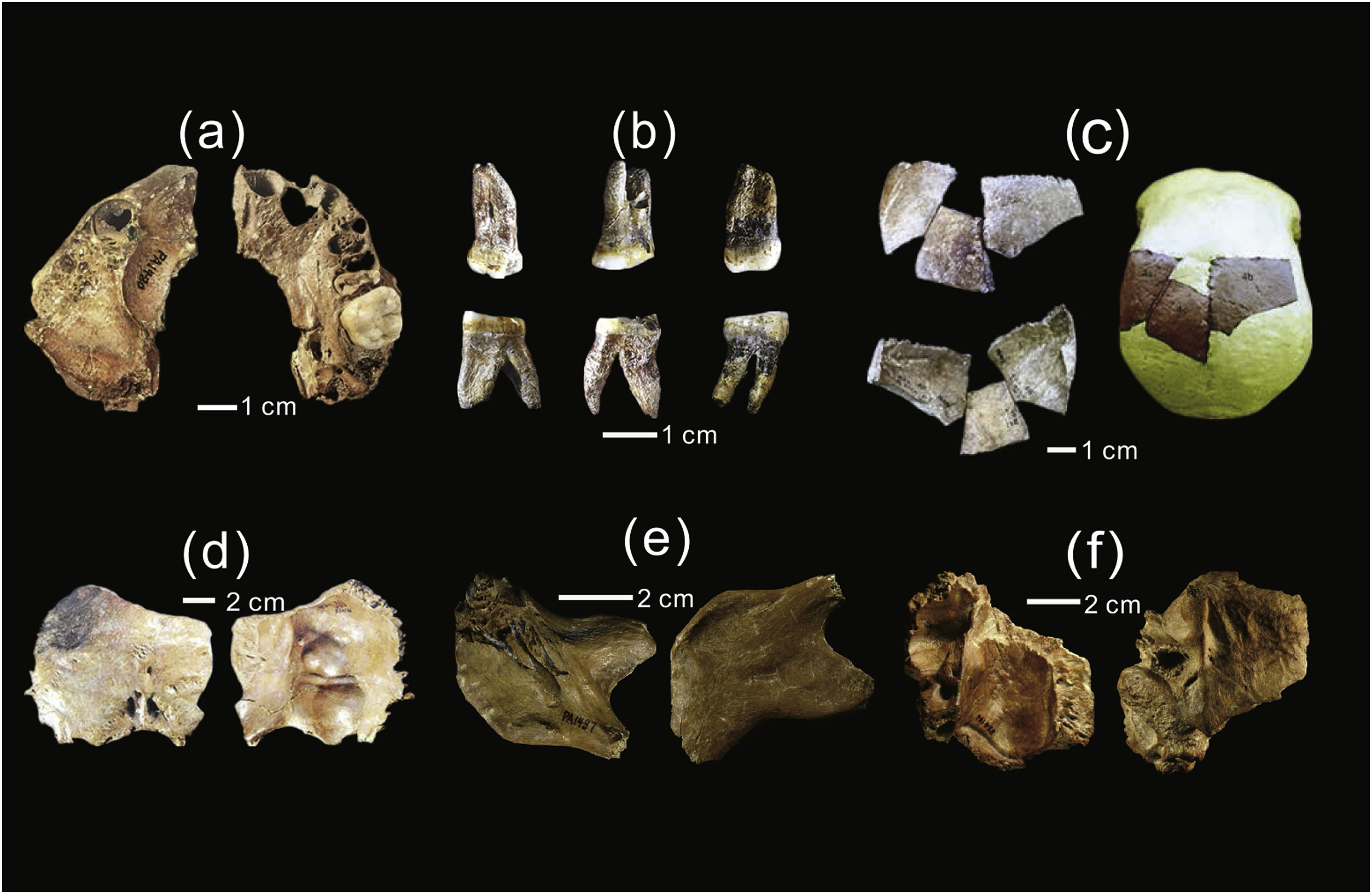
Fossili di ominidi trovati a Xüjiayao

I siti principali di questo periodo sono quelli di Zhiyu nello Shaanxi settentrionale. Un ritrovamento importante è stato lungo un tratto di 11 km sulla riva del fiume Fen; i siti più importanti sono quelli di Ordos e di Xujiayao. Ritrovamenti databili tra i 65.000 e i 40.000 anni fa rappresentano le più antiche testimonianze dell'arrivo dell'homo sapiens in Cina; questi resti si possono trovare nel sito di Ordos, nella Cina settentrionale.

### Paleolitico superiore
Il paleolitico superiore è testimoniato dalla comparsa di molte culture tra cui quella di Guanyindong, caratterizzata da ritrovamenti di strumenti di grandi dimensioni tra le rocce. In questo periodo si è formata la Pianura della Cina del Nord. I  siti più importanti di questo periodo sono quello di Zhoukodian, risalente tra i 10.000 e i 18.000 anni fa, e quello della caverna di Liuzhou.

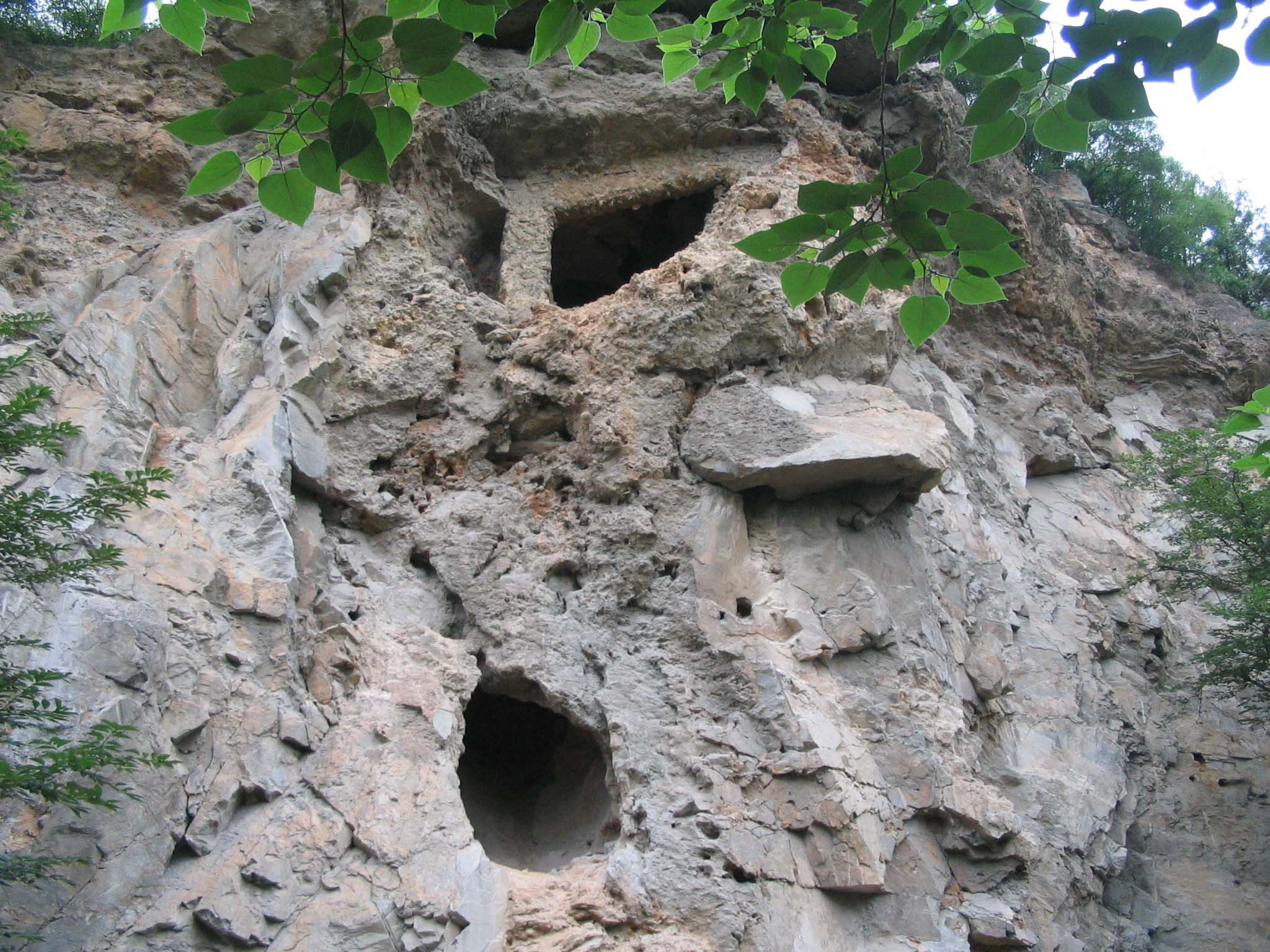
Caverna di Zhoukoudian